# Radu cel Frumos

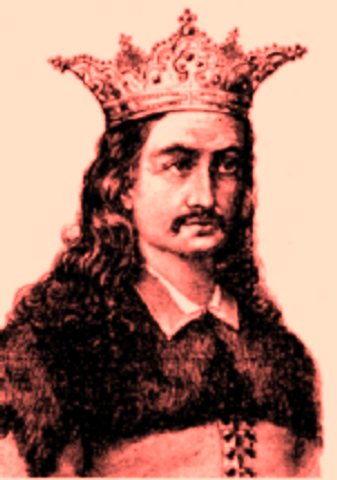
Radu der Schöne (Darstellung aus dem 19. Jahrhundert)

Radu cel Frumos, zu deutsch: Radu der Schöne, (* um 1437/1439; † 1475) war Herrscher der Walachei von 1463 bis 1473/74. Radu war der jüngere Bruder von Vlad III. Drăculea. Beide waren Söhne von Vlad II. Dracul.
1442 geriet Radu mit seinem Vater und seinem Bruder Vlad in Geiselhaft unter dem osmanischen Sultan Murat II. Der Vater wurde 1443 freigelassen, der ältere Bruder Vlad um 1447. Radu, zum Islam übergetreten, blieb offensichtlich aus freiem Willen bei den Osmanen. 
Als Vlad III. 1462 unter türkischem Druck floh, setzten die Türken Radu auf den Thron. Radu regierte die Walachei von 1463 bis November 1473, nach einer einmonatigen Unterbrechung erneut von Dezember 1473 bis März 1474, schließlich von März bis September des Jahres 1474.
Im Jahr 1475 starb Radu. Seine Tochter Maria Voichița wurde später die Frau von Ștefan cel Mare. Sein Nachfolger als Herrscher der Walachei wurde Basarab Laiotă cel Bătrân.